# Eugoa quadriplagiata
Eugoa quadriplagiata är en fjärilsart som beskrevs av Rothschild 1916. Eugoa quadriplagiata ingår i släktet Eugoa och familjen björnspinnare. Inga underarter finns listade i Catalogue of Life.